# Колантонио
Колантонио (на италиански: Colantonio) е артистичното име на италианския художник Николò Антонио, роден в Неапол 1420 г. – починал в Неапол след 1460 г., учител на художника Антонело да Месина.

## Биография

### Обучение
Предполага се, че Колантонио е бил ученик на френския художник Бартелеми д’Ейк. Колантонио е бил главният създател на неаполитанското изкуство от началото на 15 век – ключова фигура в така наречената „конюнктура север-юг“, тоест на тази конкретна точка на среща и сливане между фламандското и средиземноморското изкуства, с епицентър в Неапол. Сред учениците му е и Анжиолило Аркучио.

### Периода между Анжуйци и Арагонци
Колантонио работи в Неапол между 1440 и 1460 г. в периода на кралете Рене I (Анжу) (1438 – 1442 г.), който е почитател на фламандското, бургундското и провансалското изкуства и Алфонсо V Арагонски, който е свързан с другите територии на Арагонската корона, по-специално с Каталония, на свой ред привърженик на фламандското изкуство.
Разликите в тези два моменти на френско-фламандско влияние са ясно видими в двете основни картини за олтара за францисканската църква „Сан Лоренцо Маджоре“, Неапол, рисувани от Колантонио между 1444 и 1446 г. В картината Йероним Блажени в кабинета си се забелязва влиянието от художествените предпочитания на анжуйския двор на Рене I (Анжу) и придворния му художник Бартелеми д’Ейк, което се вижда от вложеното внимание при изобразяване на книгите и реалистичната пространствена дълбочина. В рисуваната малко по-късно картина Предаване на францисканското правило, се забелязва влиянието на художника от новия арагонски двор на Алфонсо V Арагонски и присъстващите по това време в Неапол каталонски художници.

### По-късен период
За църквата „Сан Доменико Маджоре“, Неапол, Колантонио рисува картината „Сваляне от Кръста“, (в наши дни изложена в Музей Каподимонте, Неапол), където се забелязва фламандското влияние.
От 1460 г. е картината „Полиптич на Сан Винсент Ферер“ (в наши дни изложена в Музей Каподимонте, Неапол), която Колантонио рисува за църквата „Сан Пиетро Мартире“, където в центъра е светеца с цялото си величие. Тук художникът е вдъхновен от Пиеро дела Франческа.

## Картини на Колантонио
- Колантонио, Предаване на францисканското правило,
 Музей Каподимонте, Неапол
- Колантонио, „Сваляне от Кръста“, Музей Каподимонте, Неапол
- Колантонио, „Полиптич на Сан Винсент Ферер“, 
Музей Каподимонте, Неапол
- Колантонио, „Разпъването на Христос“,
 Музей „Тисен-Борнемиса“, Мадрид